# Vijf Huisgoden
De Vijf Huisgoden zijn een begrip in de Taiwanese religieuze cultuur. De Vijf Huisgoden zijn Guanyin, Tianhou, Guan Di (of Bei Di), Zao Jun en Tudi Gong. Deze worden dan afgebeeld op één groot religieus schilderij dat Guanyinmalian heet. Het schilderij staat op een altaar waar elke ochtend en avond geofferd wordt. Guanyin staat als hoogste in rang. Zij is de bodhisattva der mededogen. Tianhou is de godin der zee. Guan Di is de god van de krijgskunst, didactiek en welvaart (Cai Shen). Bei Di is de god die het huis behoed voor vuurgevaar en is gelijk aan Tianhou en Guan Di en is daarmee dus ook zeegod en krijgskunstgod. Zao Jun is de god van de keuken en Tudi Gong is de god van de handel, landbouw, aarde en gebied rondom het huis.
In Hongkong komt ongeveer hetzelfde voor. Maar men offert dan niet gezamenlijk bij één altaar, maar men heeft dan verscheidene huisaltaartjes thuis. Bei Di heeft een altaartje bij het raam of op het balkon, Tudi Gong heeft een altaartje bij de ingang van de deur en Zao Jun heeft een altaartje in de keuken. In Hongkong wordt als hoofdgod een keuze gemaakt tussen Guanyin, Guan Di en Huang Daxian. Dit verschilt per gezin. Naast de goden worden ook de overleden voorouders vereerd door middel van kleine altaars zoals in een citang.